# الديور (فرع العدين)

تعديل مصدري - تعديل

الديور محلة تابعة لقرية عرعرة، التابعة لعزلة بني احمد والثلث بمديرية فرع العدين إحدى مديريات محافظة إب في الجمهورية اليمنية، بلغ تعداد سكانها 124 حسب تعداد اليمن لعام 2004.